# Кирилены (Сынжерейский район)
Кирилены (рум. Chirileni, Кирилень) — село в Сынжерейском районе Молдавии. Наряду с сёлами Драганешты и Сакаровка входит в состав коммуны Драганешты.

## География
Село расположено на высоте 173 метров над уровнем моря.

## Население
По данным переписи населения 2004 года, в селе Кирилень проживает 216 человек (105 мужчин, 111 женщина).
Этнический состав села:
| Национальность | Число жителей | Процентный состав |
| -------------- | ------------- | ----------------- |
| молдаване      | 148           | 68.52             |
| украинцы       | 58            | 26.85             |
| русские        | 10            | 4.63              |
| Всего          | 216           | 100%              |